# چینو، ناگانو
چینو در استان ناگانو در کشور ژاپن واقع شده است  که دارای جمعیت ۵۷٬۳۶۳ نفر و مساحت ۲۶۶٫۴۱ کیلومتر مربع با تراکم جمعیت 215  نفر در کیلومترمربع است و در تاریخ ۱ اوت ۱۹۵۸ به عنوان شهر شناخته شد.